# Tre Valli Varesine 1923
La Tre Valli Varesine 1923, quinta edizione della corsa, si svolse Il 10 maggio 1923. La vittoria fu appannaggio dell'italiano Felice Brusatori, che completò il percorso in 4h43'11", precedendo i connazionali Mario Bianchi e Muzio Fiorini.

## Ordine d'arrivo (Top 10)
| Pos. | Corridore         | Squadra | Tempo    |
| ---- | ----------------- | ------- | -------- |
| 1    | Felice Brusatori  | -       | 4h43'11" |
| 2    | Mario Bianchi     | -       | a 2'05"  |
| 3    | Muzio Fiorini     | -       | s.t.     |
| 4    | Giuseppe Mazzini  | -       | s.t.     |
| 5    | Oreste Cignoli    | -       | s.t.     |
| 6    | Mario Gobbi       | -       | s.t.     |
| 7    | Ermanno Vallazza  | -       | s.t.     |
| 8    | Giuseppe Medolego | -       | s.t.     |
| 9    | Antonio Marini    | -       | s.t.     |
| 10   | Roberto Pelliconi | -       | s.t.     |